# 廃車 (自動車)
自動車における廃車（はいしゃ）とは、自動車の本来の用途における使用（人や物を運ぶこと）をやめ、車籍を抹消すること、またはそうされた車両のことである。
自動車リサイクル業界では廃車を指す用語として、End of Life Vehicle（使用済み自動車=廃車）の頭文字からELVと通称される。

## 概要

### 廃車の原因
ある自動車が廃車となる理由には、大きく分けて次の3種類がある。
1. 老朽化や経年による経年廃車
2. 交通事故や地震・台風等の天災による事故廃車
3. トラブルや故障による用途（余剰）廃車

自動車は、整備や手入れを多額の費用や時間をかけて行えば、30 - 40年あるいはそれ以上の期間使用することも可能である。ただし、長期間使用し続けているものの、経済的な面から廃車にする場合もあり、次のような事例が考えられる。
- 当該車種及び部品の生産終了や供給ルート喪失により、車検や修理時の部品が入手不可または困難である。
- 経済的理由（修理することがソロバンに合わない）。
  - 例1 : 修理や部品の購入は可能であっても部品代や（工賃等の諸経費を加味した）修理代が同型（または同等以上の性能を持つ）良品個体の中古車相場を上回ってしまう。
  - 例2 : その状態になっている、または兆候が現れている上で車検の時期が近づいてきたため、修理ではなく買い換えを選ぶ。
  - 例3 : 車両自体が特殊な構造を持つ、もしくは極端に性能が異なる（試作車・何らかの理由で少数しか製造されなかった等）故、他の同型個体に比べて修理費や維持費が嵩む為、早期に引退させる。
- 現在はトラブルのない個体だが、引き取り手がいない。
  - 例1 : その車種や仕様が不人気、年式が古い、走行距離が多いなどの理由で買い手・引き取り手がいない。
  - 例2 : 供給過多により中古車店で不良在庫となる。
  - 例3 : 特定の目的で入手したものの、その目的で使用する機会が無くなり、他の目的への転用や他者への売却・譲渡もできない。
- 法規制などその個体を取り巻く背景が原因で使用できなくなった。
- 車両の技術的変遷により、整備環境が喪失した。
  - たとえば燃料供給装置を例に取ると、インジェクション車が一般化した結果キャブレター車を整備できるメカニックが引退していなくなったために乗り換えを決断したオーナーの例がある[1]。

- 廃車にするか否か微妙なダメージの事故車[2]
（CE110トヨタ・カローラ）
- 輸出用カットボディ
（手前からXDエラントラ前期
AE100Gカローラツーリングワゴン
H50ハイエース（バックドア）
E24キャラバン）

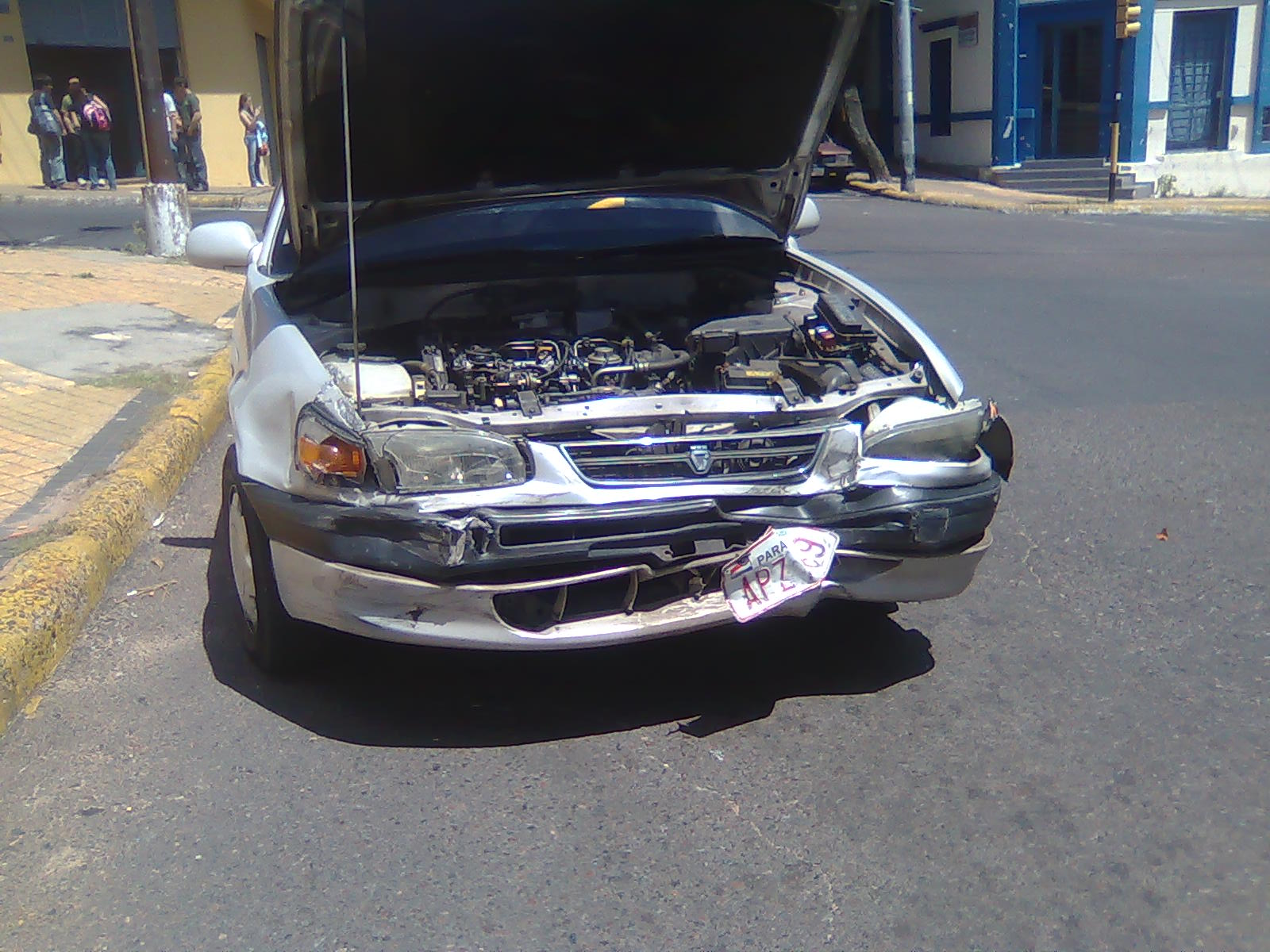
廃車にするか否か微妙なダメージの事故車 （CE110トヨタ・カローラ）
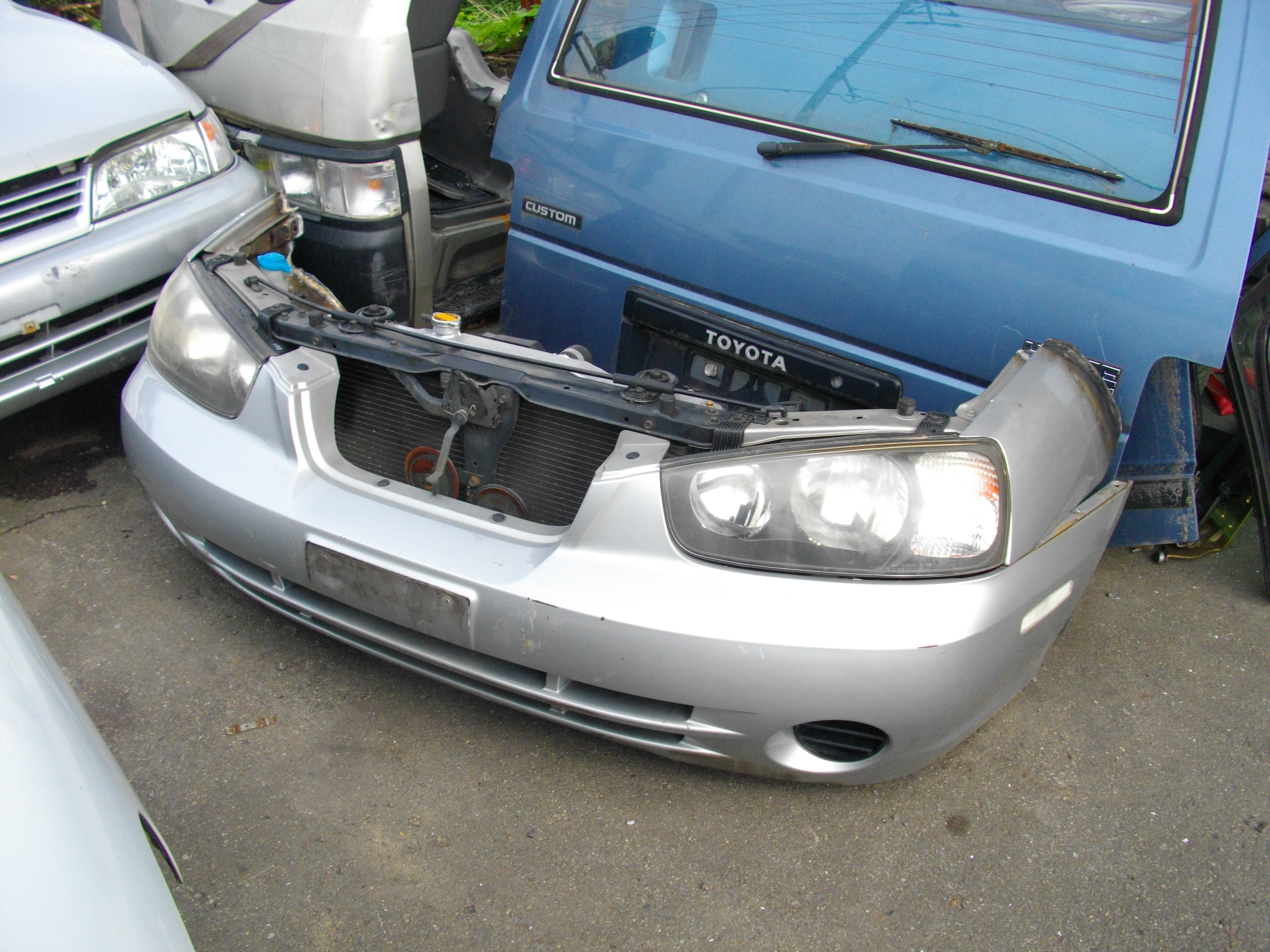
輸出用カットボディ （手前からXDエラントラ前期 AE100Gカローラツーリングワゴン H50ハイエース（バックドア） E24キャラバン）
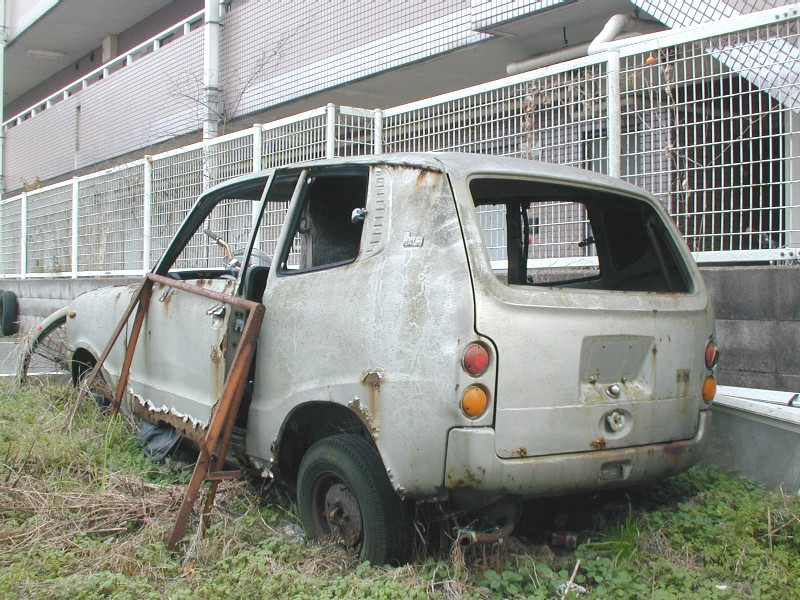
打ち捨てられた廃車体の例 （スズキ・フロンテハッチ）
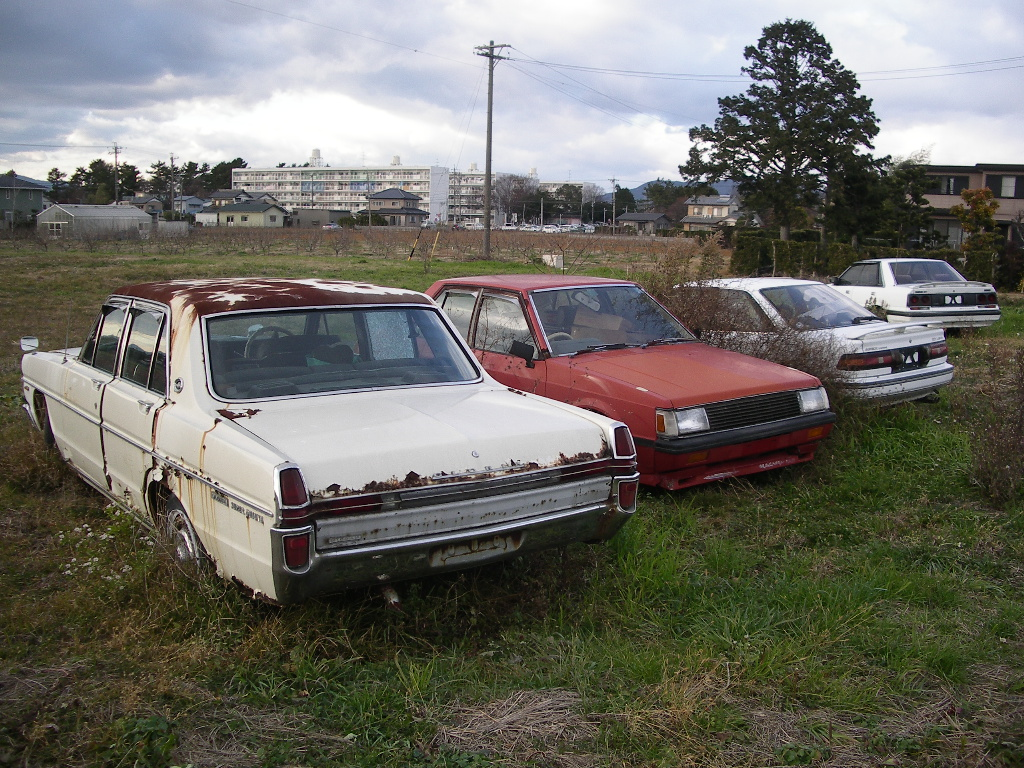
廃車の集合体 （左から日産・グロリア 三菱・ランサー トヨタ・カローラレビン 日産・スカイライン）
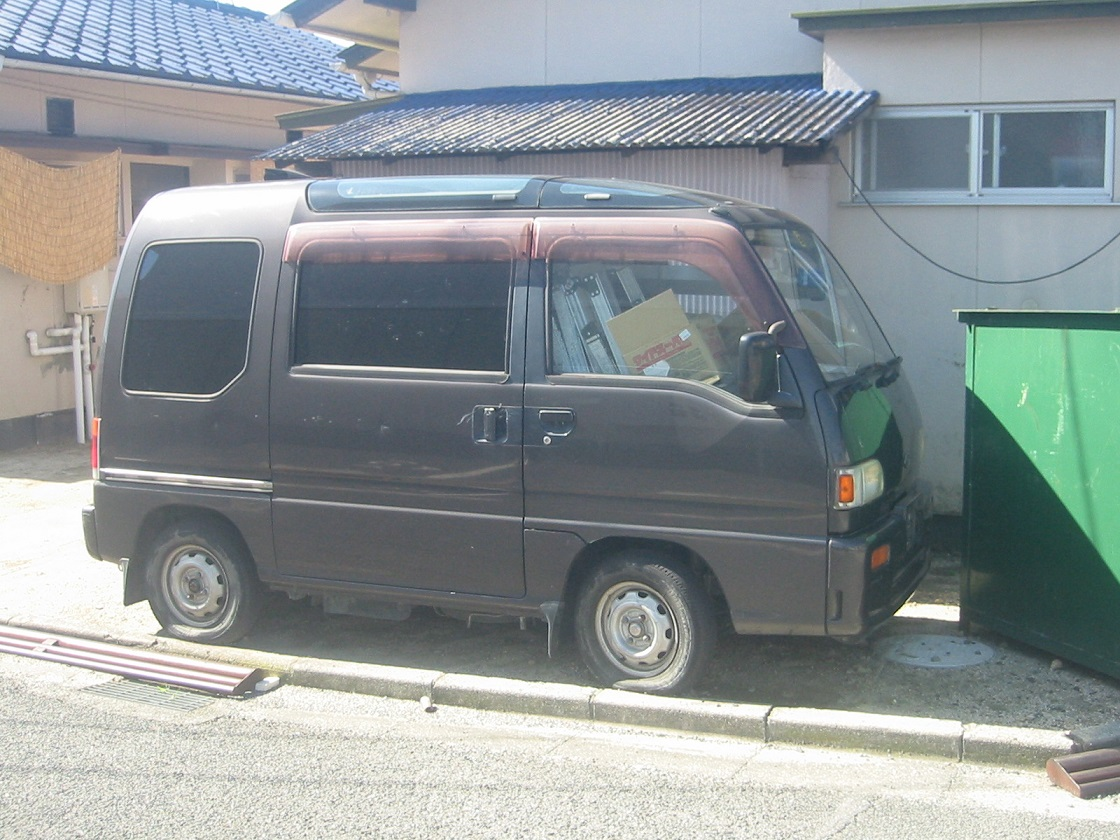
軽自動車の廃車体 （スバル・サンバーディアス）

- 廃車の集合体
（左から日産・グロリア
三菱・ランサー
トヨタ・カローラレビン
日産・スカイライン）
- 軽自動車の廃車体
（スバル・サンバーディアス）

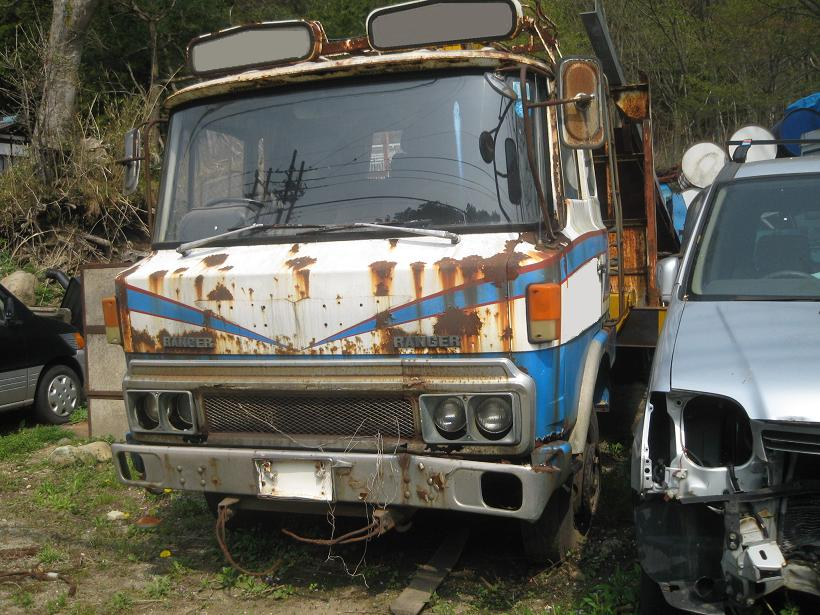
トラックの廃車体 （日野・レンジャー）
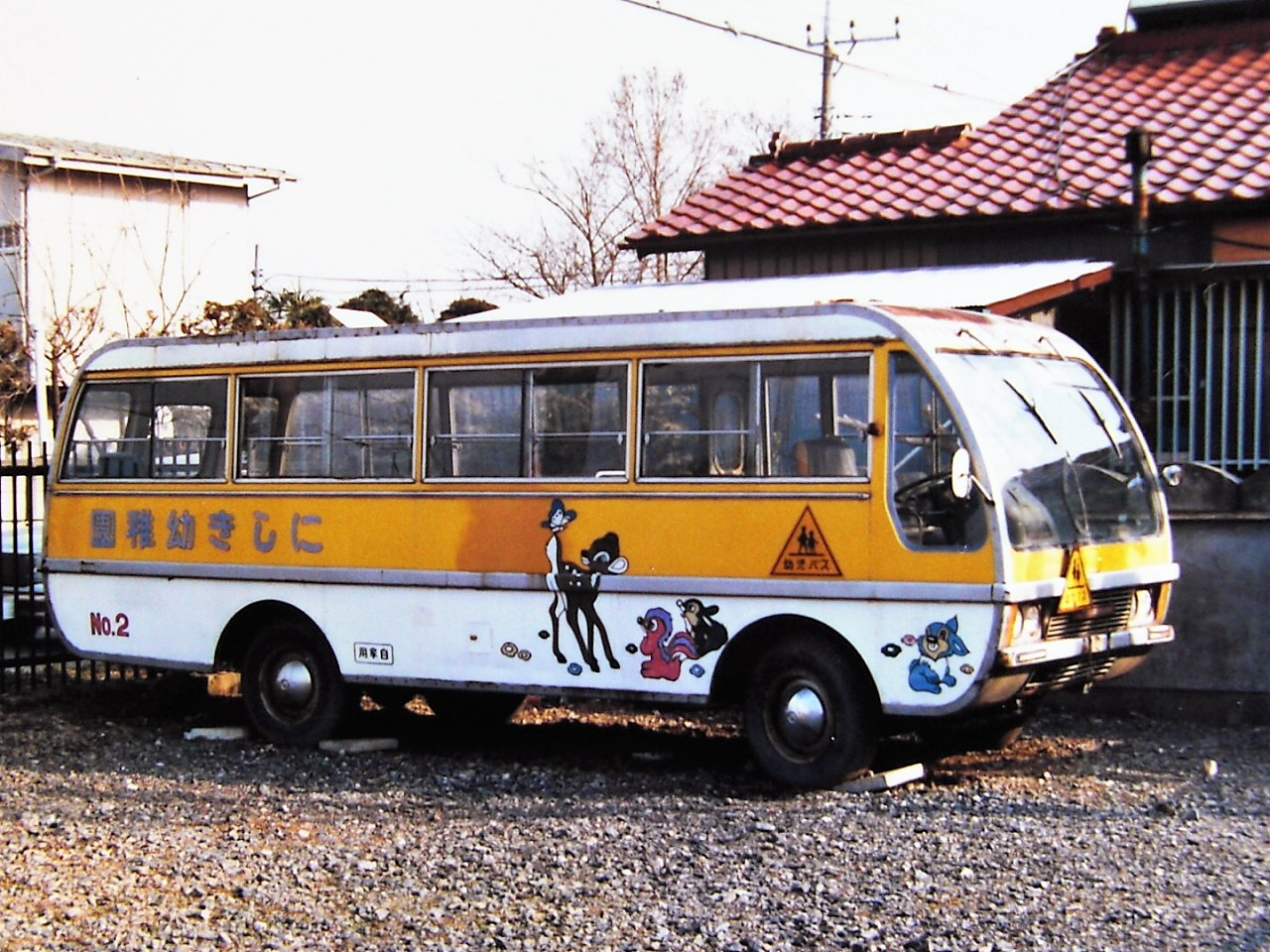
バスの廃車体 （マツダ・ライトバス）
バスの廃車体 （JR四国バスの車両）
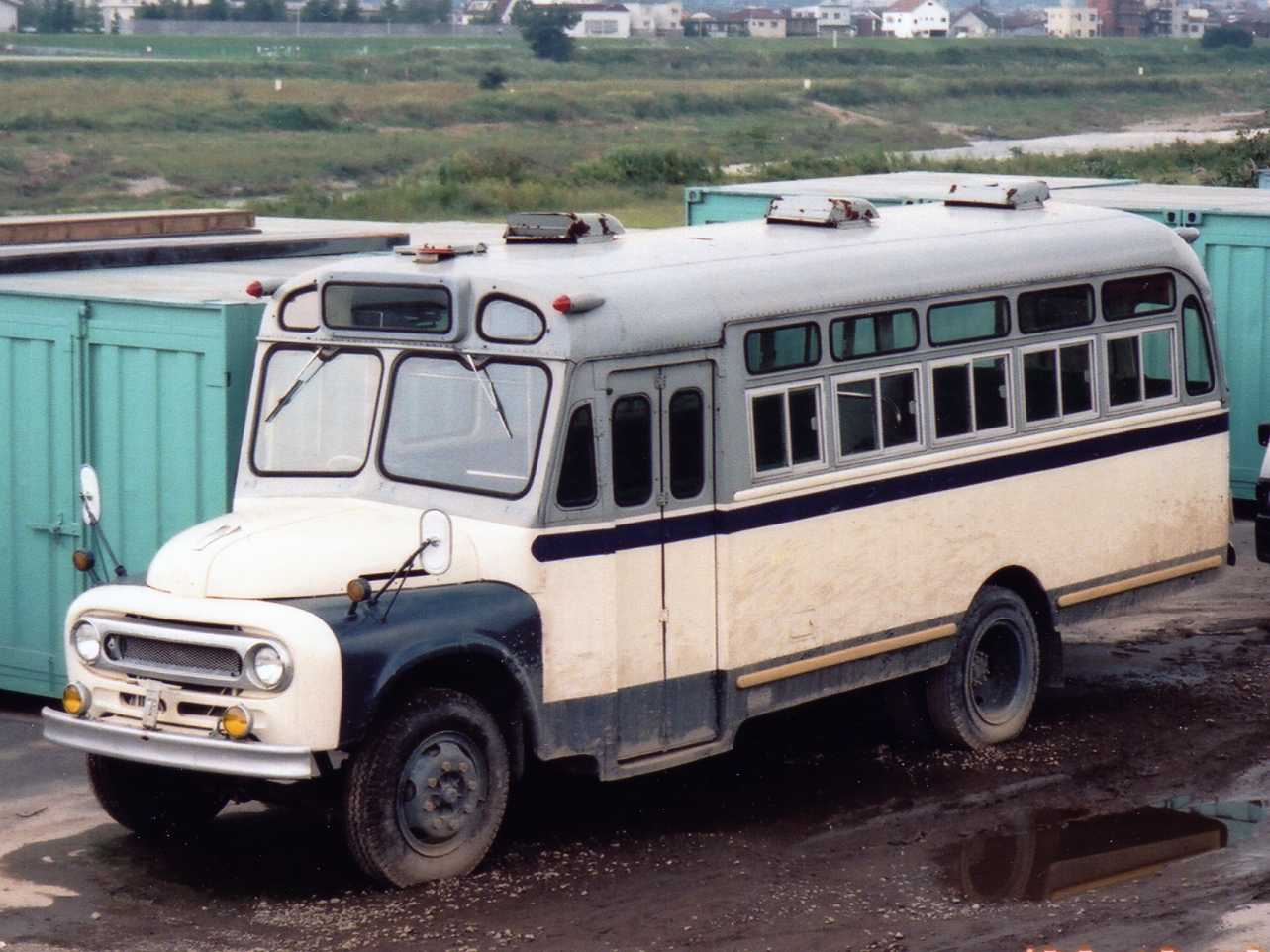
多摩川河川敷に置かれたボンネットバス （トヨタFB型バス）
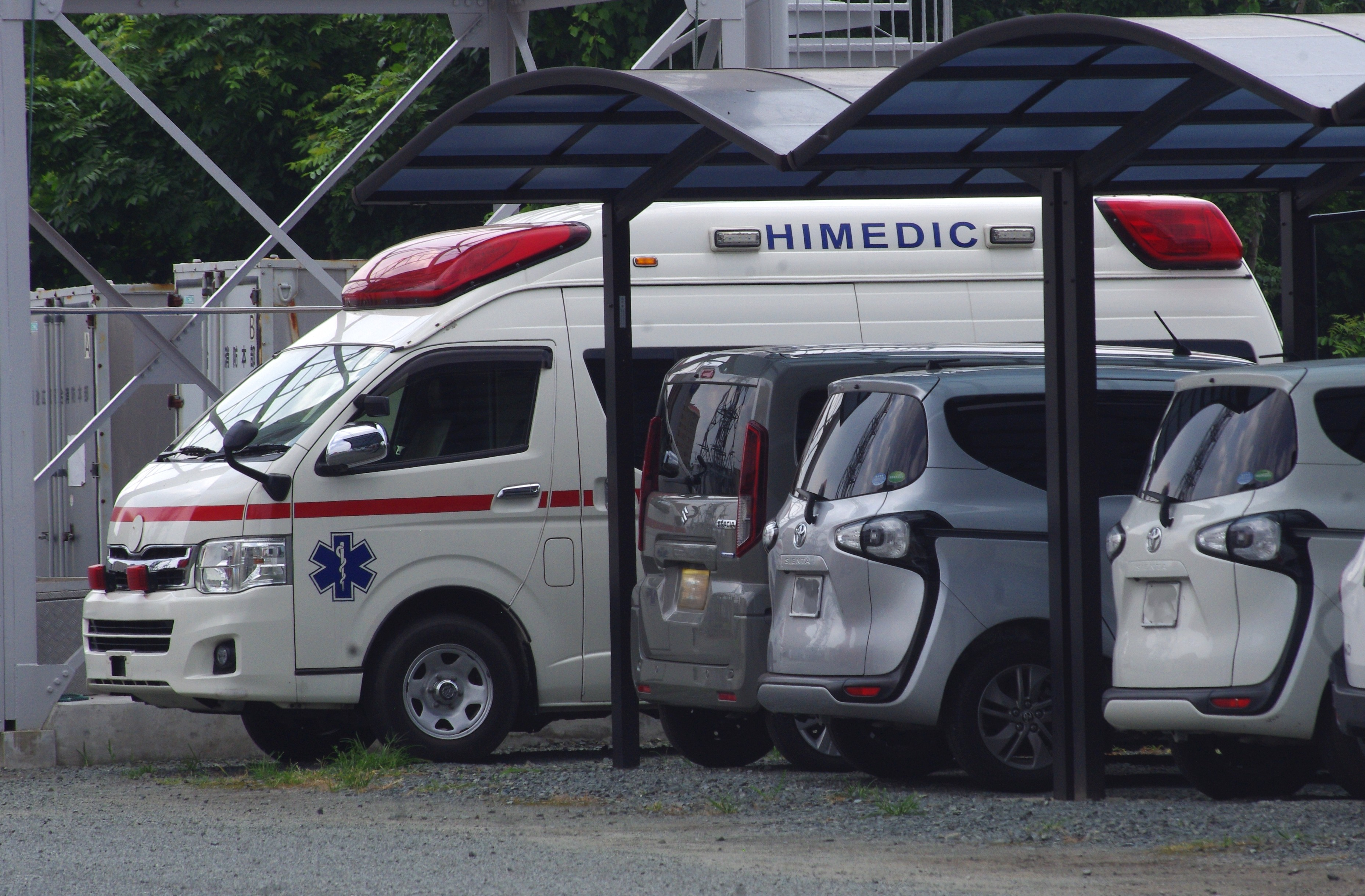
救急車の廃車(トヨタハイメディック)
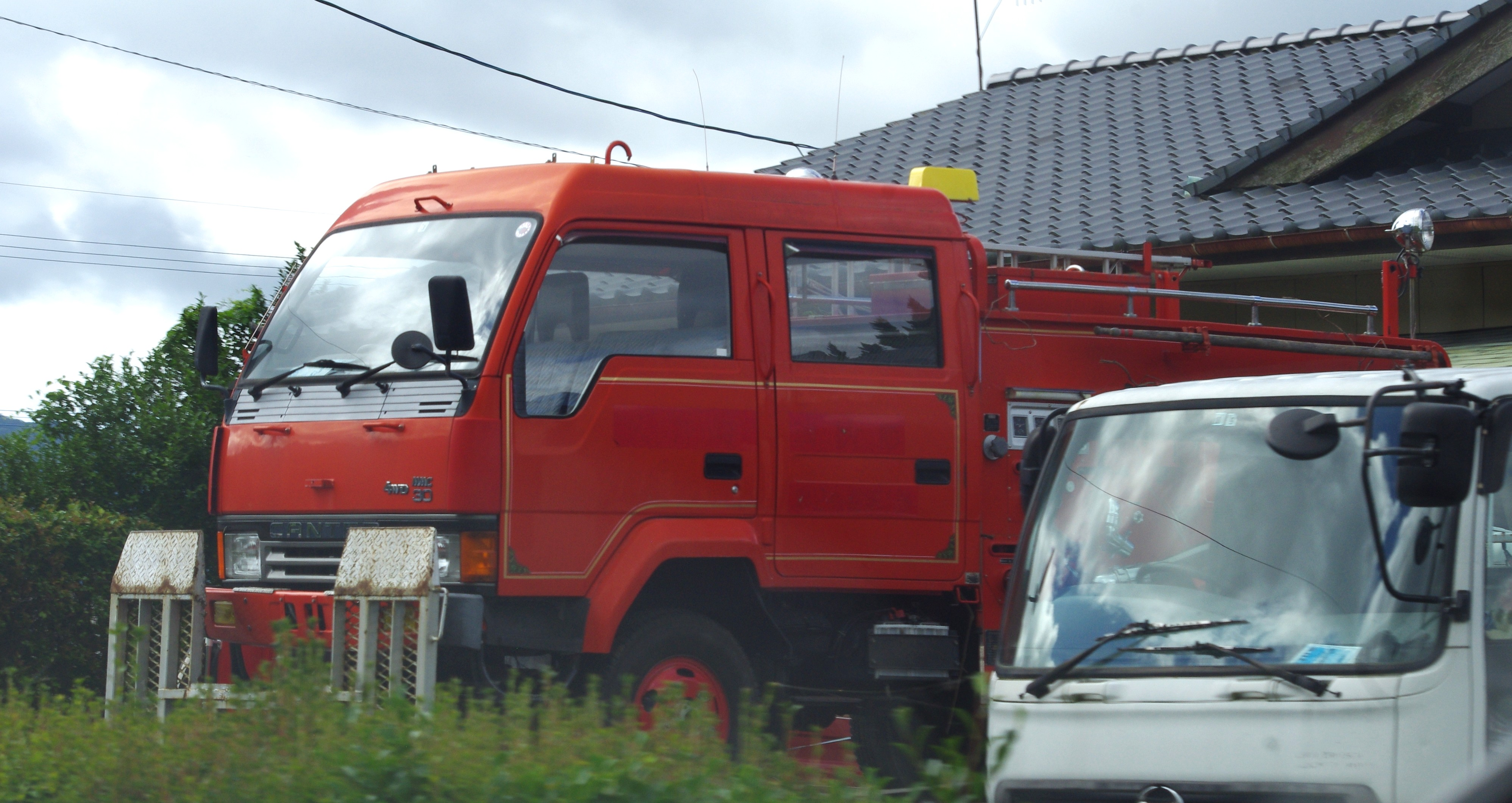
消防車の廃車(三菱ふそうキャンター)
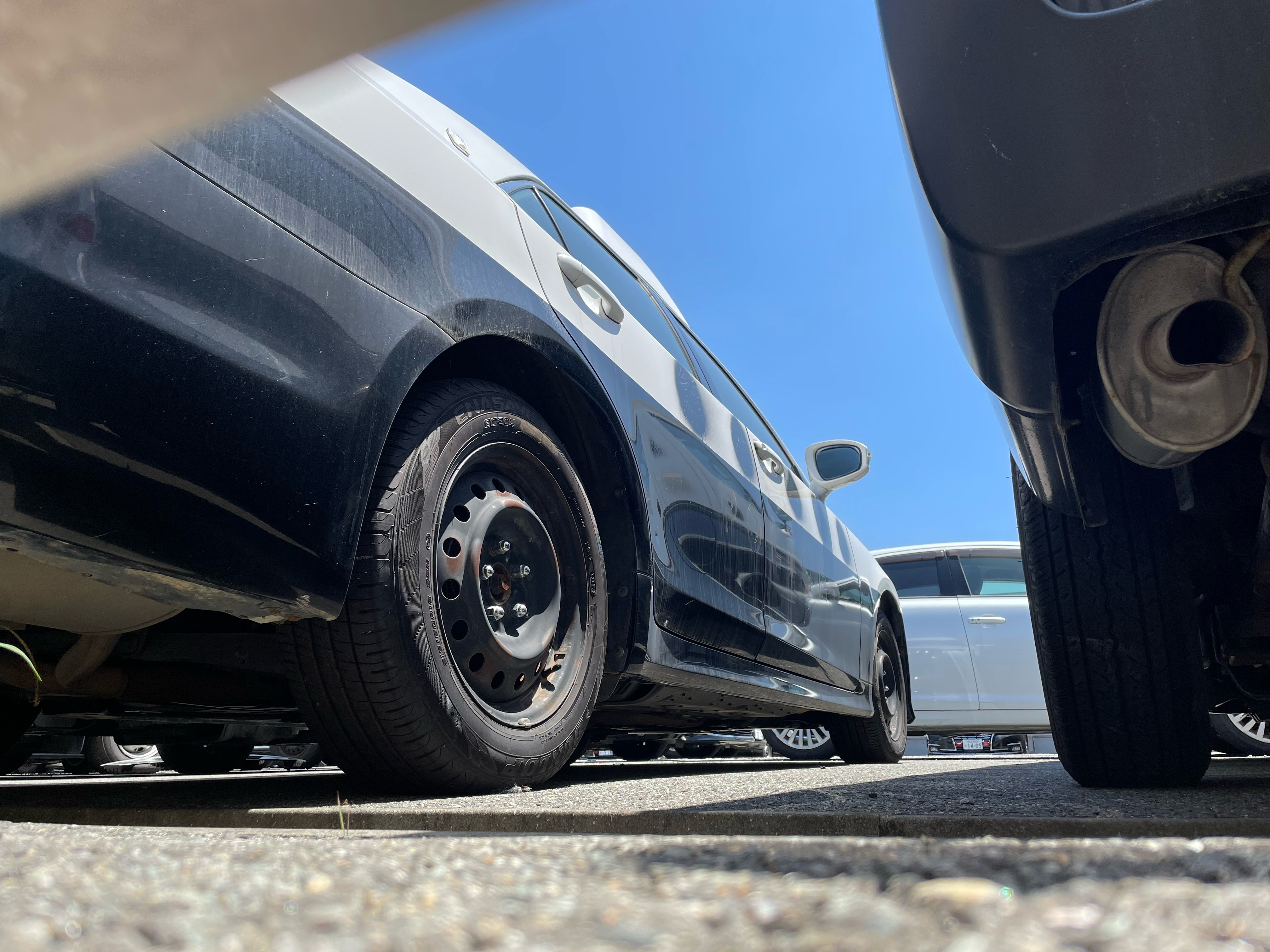
パトロールカーの廃車(トヨタクラウン)

### 廃車の流通
廃車後の車両の行き先として、自動車の解体屋、中古車としての流通がある。
解体屋から先のリユースあるいはリサイクル工程としては、部品別に分解して中古部品やリビルド品としての販売や、材質別に分別して原料として、再度自動車部品やその他の製品の製造に使用される。他にプレス機でサイコロ状にして海中に沈め、魚礁として利用されたケースもある。
ヒュンダイは、2018年に韓国国内で広報キャンペーン（CSR活動）の一環として田舎の寂れたバス停を子どもたちの遊び場に作り変えた際、同社の製品である旧型(初代)スタレックスのボディやジェネシスのホイールなどを活用している。なお同計画のメンバーが京畿道高陽市の解体屋でその素材探しをしている描写もある。
他の物品におけるジャンク品と同様に、破壊を前提とした興行や撮影（劇用車）に供されたり、何らかの実験台（水没や火災テスト、ガードレールや信号機支柱など地上設備の性能試験など）、後述の「ミサイル」のような（破損することを前提とした）運転練習用にされる場合もある。撮影に使用されるケースとしてはテレビドラマや映画、再現ビデオなどのカーアクションシーンに用いられる。興行としてはデモリション・ダービー（廃車をぶつけ合い、最後まで動いていた者が勝ちとする競技）競技車両、モンスタートラック競技の障害物、カージャンプショーの際のクッションなどが挙げられる。また車検切れや書類紛失、保安基準不適合などの理由で「自走は可能だが公道では走れない」車両の場合、通称「ミサイル」（サーキット走行専用に用意されたドリフト走行練習用車両）や工場での構内専用車など、クローズドコース専用車となる場合がある。

## 日本における廃車
かつて日本では「10年・10万kmは寿命」の標語で、その目標に達すると廃車にしてしまうことが多かった。国産メーカーは元々製造終了後10年程度で部品供給を徐々に打ち切る傾向が強かったことも、前述の標語「10年・10万kmは寿命」という流れの一因ともなっていた。しかし、車両の寿命は延びつつあり、その原因には舗装道路の比率が高まったこと、鋼板の防錆性能の向上などもある。

### 登録自動車・軽自動車の抹消登録
日本の場合、自動車の所有者が抹消登録（まっしょうとうろく）手続きを行うことにより、ナンバープレートが取り外され廃車される。
抹消登録の方法として、道路運送車両法第15条に基づく手続きにより廃車する「永久抹消登録」と、同法第16条に基づく手続きにより廃車する「一時抹消登録」のどちらかを所有者が選択する。
登録自動車の場合は運輸支局で、軽自動車の場合は軽自動車検査協会で、廃車手続きを行う。

#### 永久抹消登録
道路運送車両法第15条に基づく廃車手続きで、「15条抹消」と呼ばれることもある。法的には「自動車が滅失、解体等したため再使用することがない手続き」とされており、車両の解体を前提としたもので、この抹消手続きを行うと自動車の再登録に必要な抹消登録証明書の交付を受けられない。
2005年1月1日より使用済自動車の再資源化等に関する法律（通称「自動車リサイクル法」）が施行され、自動車リサイクル法における引取業者に引き渡し、電子マニフェスト上で破砕業者に引き渡され、解体報告記録日が発行されなければ15条抹消登録はできなくなった。

#### 一時抹消登録
道路運送車両法第16条に基づく廃車手続きで、「16条抹消」と呼ばれることもある。法的には「自動車の使用を一時中止するための手続き」とされており、所有者が長期間自動車を使用できない状態により、一時的に自動車の使用を停止する場合などにこの手続きを行う。この抹消手続きを行うと、備考欄に一時抹消と記載された登録識別情報等通知書の交付が受けられ、日本国内で再び登録し運行することが可能である。
自動車を一時抹消登録した場合は登録識別情報等通知書（備考欄に「一時抹消登録」印字）、二輪の小型自動車と検査対象軽自動車の場合は自動車検査証返納証明書（同じく「自動車検査証返納」印字）、車検のないオートバイ（二輪の軽自動車）の場合は軽自動車届出済証返納済確認書と軽自動車届出済証返納証明書（自動車重量税用）が交付される。これらの扱いが異なるのは、自動車は「登録」を行い「登録番号標」の交付を受けるのに対し、軽自動車・二輪車は「届出」を行い「車両番号標」の交付を受けるからである。また、軽二輪車は新車を登録する際にのみ自動車重量税を支払う義務がある以外には自動車重量税を納付する必要がないため、すでに納付されたことを証明する書類が添付される。いずれにしても「一時抹消の証明書」であり、以後の手続きを行うために必要な書類であることに変わりはない。
盗難などにより車が行方不明になった場合も、車両が解体処理されたことが証明できないため、後に発見された時の再登録を考慮して一時抹消の手続きが取られる。この場合には盗難届等の証明書が必要となる。また、一時抹消登録を行った車でも日本国外への輸出は可能だが、その場合には運輸支局から輸出抹消仮登録証明書の発行を受ける必要がある。
一時抹消登録を受けた車両のうち、一時抹消後に「抹消登録証明書」を紛失した場合には、抹消登録証明書は原則として再発行されないため、再登録は非常に困難となる。中古車（オートバイを含む）業界では、この抹消登録証明書の有無を指して「書付き」「書無し」と呼んで区別する。「書無し」の場合は実働車体であっても再登録が事実上不可能に近いため部品取りとしての扱いしか受けられない。逆に「書付き」の場合は「職権打刻」等の正規手続きを経て、他のフレームに車台番号を移し替えることで再登録が可能である。そのため稀少車の場合は、ほぼ全損変形し部品としては無価値に近いフレームであっても高価で取引される場合がある。インターネットオークションなどの個人売買では、この「書付き」「書無し」の説明が不十分で、後にトラブルとなるケースもあるため購入前には十分な確認が必要である。

### ローンが残った車の廃車手続
所有者名義が自分になっている場合、ローンが残っていても廃車手続きをすることが可能であり、その場合は一括で支払うか、新しい車両へ残債を引き継ぐことが選択できる。一方で、所有権が信販会社やディーラーにある場合は、廃車手続きの前に所有者名義を自分に変更する「所有権の解除」が必要になる。

### 廃車後の手続
廃車手続きが完了すると、自動車税、自動車重量税、自動車損害賠償責任保険（自賠責保険）の還付金が返ってくる。自動車税は翌月から次の3月までの税金が返還される（軽自動車には自動車税の還付はない）。自動車重量税と自賠責保険は、有効期間が1か月以上残っていれば残金が返還される。しかし買取業者には還付金について知らせる義務がないため、売却者に知らせないケースも多い。そのため還付金について事前確認をしておく必要がある。

### 廃車業者とのトラブル
- 廃車した自動車は必ず解体（スクラップ）されるわけではなく、一時抹消登録して中古車（部品取り車を含む）として日本国内に転売されたり、あるいは海外へ輸出されるケースもある。「廃車」とは一時抹消登録のことも指すが、一般的には「廃車=解体（永久抹消登録）」のイメージが強いため、売却者と廃車業者との認識の違いからトラブルに発展することがある[4]。
- 無料の一括査定サイトを利用して個人情報を書き込むことで、複数の業者から一斉に営業電話がかかってくるケースがあり、時として強引なセールスに巻き込まれるおそれもある[5]。また実車査定の場合でも、強く追い込み営業をかけられ契約を迫られることがある。

## 欧米における廃車

### 歴史
ヨーロッパでは、ドイツ、フランス、イタリア、イギリス、オーストリア、スイスではBMW、ルノー、フィアット、ローバーなどが共同で廃車の持ち込みを受け入れている。
1989年、アメリカのデトロイトで開催されたモーターショーで、BMWのエバーハート・フォン・クーンハイム社長が「BMWは自社の自動車リサイクルに責任を持つ」と表明。BMWは自動車のリサイクル技術の研究のため、1990年6月にドイツのランツフート工場に自動車解体試験施設を開設した。BMWは1991年にドイツ国内において自動車メーカーとしては世界初となる自社製自動車のすべての引き取りの受入れとリサイクルを開始した。

### EU
EUでは2000年9月に廃車のリサイクルに関する閣僚理事会と欧州議会の指令（2000/53/EC）が成立し、各国は国内法制化について義務付けられている。

#### スウェーデン
スウェーデンでは廃車法（1975年）や製造者責任令（1998年）が定められていたが、1998年以前に登録された車両の無償引取りに関する規則だけが無かったが、この規則も成立してEU指令は法制化された。

#### ドイツ
ドイツではドイツでは1998年4月に廃車リサイクル令が施行され、廃車引取業者や廃車リサイクル業者を公定検査官、ドイツ認定委員会が認定した検査員、EMAS 審査員、自動車組合が認証する制度が開始された。2002年7月1日には廃車法と廃車令が施行されており、2005年12月に廃車令の改正を閣議決定した。

## 中国における廃車
中国では小規模の自動車解体業者が多く廃車量に対して解体能力が過剰とされているほか、正規ルートで回収される廃車が少ないなどの問題が指摘されている。

### 法令

#### 廃棄自動車回収管理弁法
中国では2001年6月13日に廃棄自動車回収管理弁法（第307号令）が国務院第41次常務委員会で承認され、2001年6月16日に発効した。
対象は自動車及び二輪車・農業用運搬車（検査の結果、国の自動車運行安全技術要件または国の自動車汚染物質排出基準に合致しない自動車を含む。）である。
同法により、国家経済貿易委員会が全国の廃棄自動車回収の監督管理の責任を負うとされ、商務部が自動車リサイクル事業の監督管理部門となり、公安、工商行政管理部門が廃棄自動車の回収に関する監督管理部門となった。県級以上の各級地方人民政府の各部門がその行政区域内の廃棄自動車回収に対し監督管理を行う。
また廃車回収解体企業の設立条件と認証手続が制度化され、廃棄自動車の回収及びリサイクルについて企業の資格管理者制度が導入された。
廃棄自動車回収管理弁法は廃車の手続と証明書の発行についても定めており、廃車回収解体企業は「自動車廃棄証明」により廃車を買い上げて「廃棄自動車回収証明書」を発行し、所有者は「廃棄自動車回収証明書」により廃棄自動車の抹消登録手続を行うこととされた。
廃棄自動車回収企業には5大アッセンブリー（エンジン、ステアリング、変速機、車軸、フレーム）の回収と鉄鋼会社への売却義務があり、その他の部品を販売する場合も「廃自動車回収用品」と明示する必要がある（解体部品を使った再組み立ては禁止されている）。
廃棄自動車回収管理弁法による廃車回収解体企業の認証を受けるためには、加工、解体場の敷地面積が5000平方メートルであること、職員が20人以上でそのうち占められる専門職の人数が5人以上でなければならず、違法行為の記録が無いことや、国が規定する環境保護基準を満たしていることも条件になっている。

#### 廃棄自動車回収企業総量規制方案
2003年7月28日に廃棄自動車回収企業総量規制方案が施行され、廃棄自動車回収管理弁法で認証された廃棄自動車回収企業数を地方級都市は1社、直轄都市は2-4社、計画的財政上の独立市及び省では1-2社とし（冶金、鉄道及び中国物資再生利用総公司の関連企業を除く）、全国総計で約500社とすることが定められた。

### 廃車発生量
中国統計年鑑を基に廃車発生量推計式で出された推計によると、2009年の中国全土の廃車量は64.9万台と推計されている。ただし、この推計式では廃車推計台数がマイナスとなる地域があり元の統計の信頼度に問題があるとされる。
毎月、各地のライセンス取得業者から解体データを収集している中国物資再生協会の資料によると、中国全土では2008年に30.7万台、2009年に33.4万台、2010年に61.4万台が廃車になったと報告されている。中国物資再生協会の資料を基に作成された統計によると、2008年～2010年の廃車累計台数が多い省としては、広東省が13.1万台、浙江省が12.6万台、四川省が12.3万台、江蘇省が11.9万台、山東省が10.6万台の順となっている。

### 自動車解体事業者
2009年末時点で中国におけるシュレッダー設備を保有する事業者は40事業者あり、合計の設備数は45だった。

## 廃車趣味

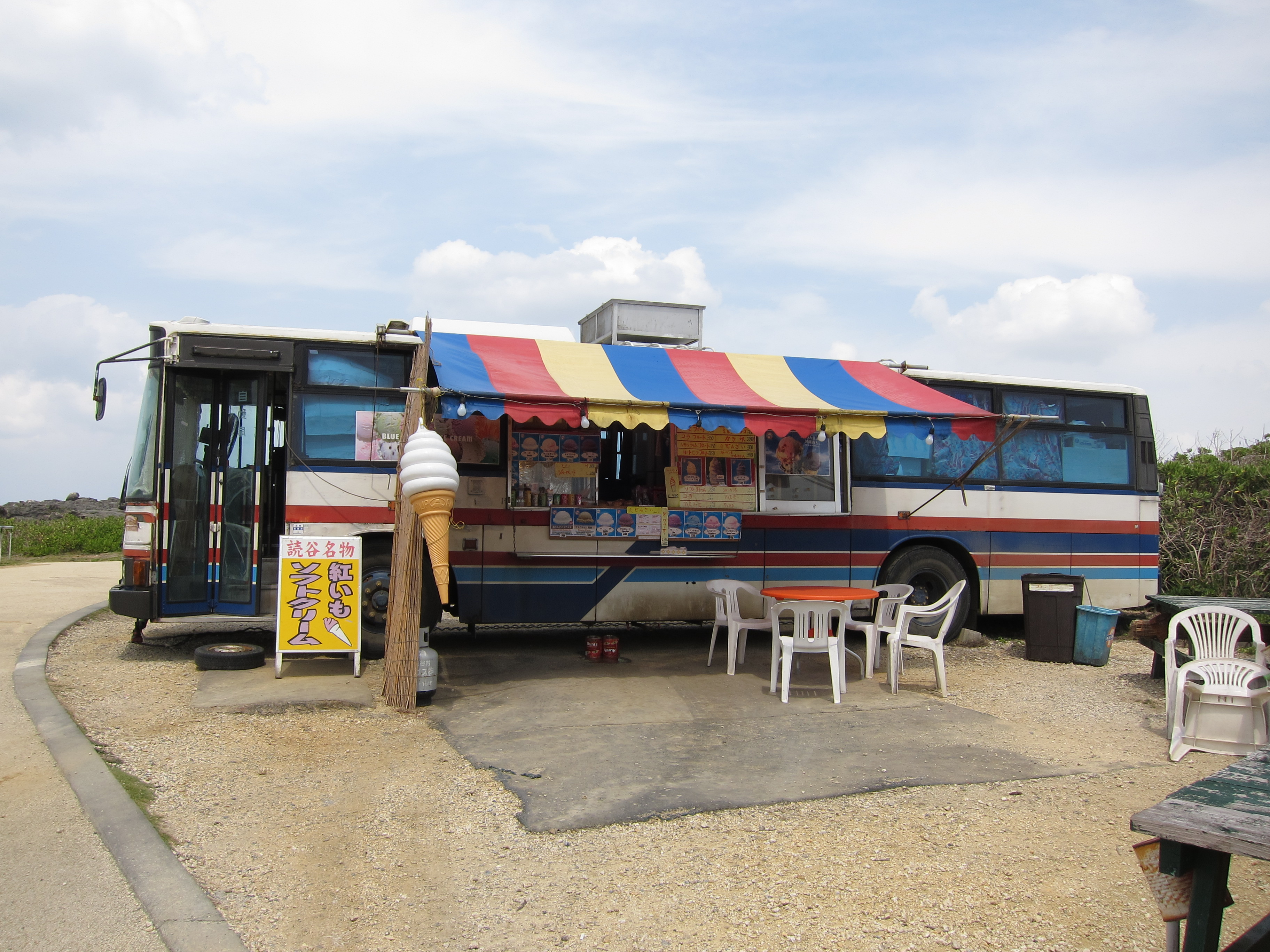
廃車後に店舗として使用される路線バスの車体（沖縄県読谷村）

自動車趣味（バスファンを含む）のひとつとして、不法投棄された車両や長年放置された車両を探索し、ウォッチングと撮影をするジャンルが存在する。1950年代から1970年代に製造されたの旧車を中心に、その対象は乗用車、商用車（バン、トラック、バス）、特殊車両など多岐に及ぶ。
芸文社の自動車雑誌『ノスタルジックヒーロー』が、こうした趣味の対象としての放置車両を「草むらのヒーロー」というコーナーで紹介したことから、自動車愛好家の間でブームとなり、略称「草ヒロ」と呼ばれるようになった。その後は専門の雑誌や書籍が刊行され、愛好家による個人サイトなども多数制作されるようになった。
探索者の多くは廃墟探訪と同様に、現代文明に伴う滅びの美学や、黄昏（トワイライト）の風景を味わうことを目的とするが、自動車設計の進化や生産技術の変化、工業デザインや素材の変遷などを、実物を通して学ぼうとする者も存在する。